# Owstonia dorypterus
Owstonia dorypterus är en fiskart som först beskrevs av Fowler, 1934.  Owstonia dorypterus ingår i släktet Owstonia och familjen Cepolidae. Inga underarter finns listade i Catalogue of Life.